# Сува Морава
Сува Морава (на сръбски: Сува Морава или Suva Morava) е село в Югоизточна Сърбия, Пчински окръг, община Владичин хан.

## Население
Според преброяването на населението от 2011 г. селото има 829 жители.

### Етнически състав
Данните за етническия състав на населението са от преброяването през 2002 г.
- сърби – 852 жители
- мюсюлмани – 1 жител
- цигани – 1 жител
- неизяснени – 4 жители
- неизвестно – 1 жител